# Echipa națională de fotbal a Surinamului
Echipa națională de fotbal a Surinamului reprezintă statul Surinam în fotbalul internațional și este controlată de Surinaamse Voetbal Bond. Deoarece Suriname era parte a Țărilor de Jos, mai mulți jucători, printre care Edgar Davids, Clarence Seedorf, Aron Winter, Romeo Castelen și Jimmy Floyd Hasselbaink au ales să joace pentru reprezentativa Țărilor de Jos.

## Participări

### Campionatul Mondial
- 1930 până în 1934 - nu a participat
- 1938 - s-a retras
- 1950 până în 1958 - nu a participat
- 1962 până în 1986 - nu s-a calificat
- 1990 - nu a participat
- 1994 până în 2010 - nu s-a calificat

### Campionatul CONCACAF
- 1963 până în 1969 - nu a participat
- 1971 - s-a retras
- 1973 - nu s-a calificat
- 1977 - locul 6
- 1981 - nu s-a calificat
- 1985 - Prima rundă
- 1989 - nu a participat

### Cupa de Aur
- 1991 - nu s-a calificat
- 1993 - s-a retras
- 1996 - nu s-a calificat
- 1998 - nu a participat
- 2000 până în 2002 - nu s-a calificat
- 2003 - s-a retras
- 2005 până în 2011 - nu s-a calificat

### Campionatul CFU/Cupa Caraibelor/Cupa Digicel
- 1977 - Campioni
- 1979 - Finaliști
- 1981 - s-a retras
- 1983 - nu a participat
- 1985 - nu s-a calificat
- 1989 - nu a participat
- 1991 - prima rundă
- 1992 - grupa funală
- 1993 - s-a retras
- 1994 - locul patru
- 1995 - prima rundă
- 1996 - locul patru
- 1997 - nu a participat
- 1998 - prima rundă
- 1999 - prima rundă
- 2001 - a doua rundă
- 2005 - prima rundă
- 2007 - a doua rundă

### Jocurile Panamericane
- 1951 până în 1987 - nu a participat
- 1991 - prima rundă
- 1995 până în 2003 - nu a participat

## Meciuri internaționale
| Echipă                        | M   | V  | E  | Î  |
| ----------------------------- | --- | -- | -- | -- |
| Guyana                        | 29  | 18 | 6  | 5  |
| Trinidad și Tobago            | 24  | 7  | 6  | 11 |
| Antilele Neerlandeze          | 19  | 8  | 6  | 5  |
| Martinica                     | 14  | 3  | 4  | 7  |
| Aruba                         | 13  | 7  | 4  | 2  |
| Cuba                          | 12  | 1  | 2  | 9  |
| Curaçao                       | 11  | 2  | 1  | 8  |
| Guyana Franceză               | 13  | 7  | 3  | 3  |
| Guadelupa                     | 8   | 4  | 0  | 4  |
| Haiti                         | 9   | 3  | 4  | 2  |
| Costa Rica                    | 7   | 0  | 0  | 7  |
| El Salvador                   | 7   | 1  | 0  | 6  |
| Grenada                       | 5   | 2  | 2  | 1  |
| Guatemala                     | 5   | 0  | 2  | 3  |
| Antigua și Barbuda            | 5   | 3  | 1  | 1  |
| Barbados                      | 4   | 0  | 2  | 2  |
| Honduras                      | 3   | 0  | 2  | 1  |
| Panama                        | 3   | 2  | 0  | 1  |
| Jamaica                       | 4   | 2  | 0  | 2  |
| Sfântul Cristofor și Nevis    | 2   | 0  | 1  | 1  |
| Sfânta Lucia                  | 2   | 1  | 0  | 1  |
| Insulele Bermude              | 1   | 0  | 0  | 1  |
| Canada                        | 1   | 0  | 0  | 1  |
| China                         | 1   | 0  | 0  | 1  |
| Danemarca                     | 1   | 1  | 0  | 0  |
| Statele Unite ale Americii    | 1   | 1  | 0  | 0  |
| Țările de Jos                 | 1   | 0  | 0  | 1  |
| Insulele Cayman               | 1   | 1  | 0  | 0  |
| Mexic                         | 1   | 0  | 0  | 1  |
| Montserrat                    | 2   | 2  | 0  | 0  |
| Puerto Rico                   | 1   | 0  | 1  | 0  |
| Sfântul Vicențiu și Grenadine | 2   | 0  | 1  | 1  |
| Dominica                      | 1   | 1  | 0  | 0  |
| Total                         | 212 | 77 | 48 | 88 |

## Antrenori
- Fritis Puperhart
- Ollie Camps (1976)
- Paul Bhagwandas (1992)
- Ronald Kolf (2000–2001)
- Edgardo Baldi (2003–2004)
- Kenneth Jaliens (2006–2007)
- Wensley Bundel (2008–2010)
- Kees Zwamborn (2010–)